# Manayek
Manayek és una sèrie de televisió israeliana de gènere policial. La primera temporada es va estrenar el 2020, mentre que la segona ho va fer el 2022. Ambdues tenen 10 episodis cadascuna. Es va emetre per l'emissora pública d'Israel, Kan 11. S'ha doblat i subtitulat al català per a FilminCAT.

## Sinopsi
Izzy Bachar és un expolicia que treballa per a la unitat d'investigacions internes. Se l'assigna a un cas en què un dels seus millors amics més antics, Barak Harel, ha estat implicat.

## Repartiment
- Shalom Assayag com a Izzy Bachar
- Amos Tamam com a Barak Harel
- Ishai Golan com a Eitan Doltsch
- Liraz Chamami com a Tal Ben Harush
- Doron Ben-David com a Ofir Leibowitz ("Leibo")
- Maya Dagan com a Ronit Meinzer

## Producció
La sèrie va ser creada per Roy Iddan i Yoav Gross, dirigida per Alon Zingman (que també va dirigir la sèrie dramàtica Shtisel del 2013), i produïda per Yoav Gross Productions.
La paraula manayek és un terme d'argot col·loquial en hebreu per a la policia (o alternativament per a la secreta), traduït a la sèrie com "rates". La trama es refereix a una investigació per corrupció policial.

## Estrena
La primera temporada es va emetre el 2020 a Kan 11. Cineflix Rights va vendre la sèrie a HBO a Llatinoamèrica i a Arte per al seu llançament a França i Alemanya. La segona temporada es va emetre a partir del 23 de juny de 2022 a Israel.

## Rebuda i reconeixements
La primera temporada de Manayek va ser un dels drames més ben valorats de la història de Kan 11.
La primera temporada va guanyar els premis de l'Acadèmia Israeliana de Cinema i Televisió a la millor sèrie dramàtica, a la millor direcció d'una sèrie dramàtica, al millor guió d'una sèrie dramàtica, al millor actor principal d'una sèrie dramàtica i al millor actor secundari d'una sèrie dramàtica.